# Agelasta lacteostictica
Agelasta lacteostictica är en skalbaggsart som beskrevs av Stefan von Breuning 1960. Agelasta lacteostictica ingår i släktet Agelasta och familjen långhorningar.
Artens utbredningsområde är Filippinerna. Inga underarter finns listade i Catalogue of Life.